# SCUT (télépéage électronique au Portugal)

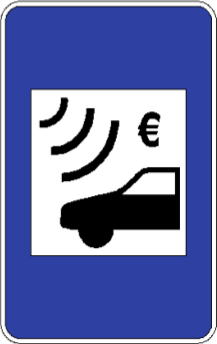
Signalisation d'une autoroute à péage SCUT

Le système SCUT (sem custo ao utilizador), en français « sans coût pour l'utilisateur », est un modèle de financement pour les autoroutes et voies rapides au Portugal. Le modèle SCUT a été introduit au Portugal en 1997, par le gouvernement de António Guterres. Il est basé sur un modèle britannique, conçu en 1993 sous le nom « shadow toll »,.
Bien que le contexte originel soit obsolète, puisque les utilisateurs paient dorénavant le passage, le nom est resté pour désigner les autoroutes accessibles uniquement en télépéage.

## Histoire, création, contexte
L’État Portugais avait octroyé 30 ans de concession de marchés publics à des sociétés privées de construction. En contrepartie, l’exploitant reçoit de l’État portugais un loyer variable en fonction du nombre de véhicules utilisant l’autoroute. Il en résulte une sorte de "péage virtuel" pour chaque véhicule utilisant la route. Toutes les autoroutes ont été désignées sous le nom de SCUT et leur utilisation était gratuite pour les usagers de ces autoroutes. La première concession a été attribuée à la société Scutvias en septembre 1999 pour la région du Beira Interior .
En 2000, le Portugal comptait sept concessions financées par reversements SCUT. Les contrats ont été signés entre 1999 et 2002, mais tous ont pris fin en 2010. La raison en était que l’on voulait commencer à percevoir de véritables péages auprès de l’utilisateur. Cette année-là, des péages réels ont été introduits sur les premières autoroutes SCUT. En décembre 2011, des péages ont été imposés sur les autres autoroutes SCUT, les A22, les A23, les A24 et les A25. Le péage continue d’être perçu virtuellement par l’intermédiaire d’un système technique spécialisé et coûteux, réparti sur les routes de la SCUT.
Les autoroutes des îles de Madère et des Açores restent gratuites pour les usagers.
Depuis lors, ce type d’autoroute est également appelé ex-SCUT ou Antiga SCUT, « ancien SCUT », car en théorie, les autoroutes SCUT n’existent plus. Cependant, le terme de SCUT est toujours présent dans la langue populaire portugaise.
Les péages SCUT sont controversés depuis des années, car de nombreux usagers préfèrent plutôt emprunter à nouveau les routes nationales, malgré leur trafic. Leur suppression est demandée par certains partis politiques.

## Autoroutes concernées et classes de véhicules
Les autoroutes concernées sont visibles sur cette carte publiée par Infraestruturas de Portugal.
Les péages « SCUT » sont divisés en quatre classes de véhicules. La classe est déterminée par le nombre d'essieux du véhicule et par sa hauteur au niveau de l'essieu avant. Le prix augmente avec la classe.
| Classe | Nombre d'essieux | Hauteur essieu avant | Types de véhicules                           |
| ------ | ---------------- | -------------------- | -------------------------------------------- |
| 1      | 2 ou plus        | < 1,10 mètre         | Motos, voitures, voitures avec remorque      |
| 2      | 2                | ≥ 1,10 mètre         | Bus, camionnettes, camions jusque 7,5 tonnes |
| 3      | 3                | ≥ 1,10 mètre         | Camions, camionnettes avec remorque          |
| 4      | 4 ou plus        | ≥ 1,10 mètre         | Camions avec remorque ou semi-remorque       |

Il est à noter que certains véhicules de type SUV peuvent être identifiés comme étant de classe 2.

## Moyens de paiement pour les Portugais

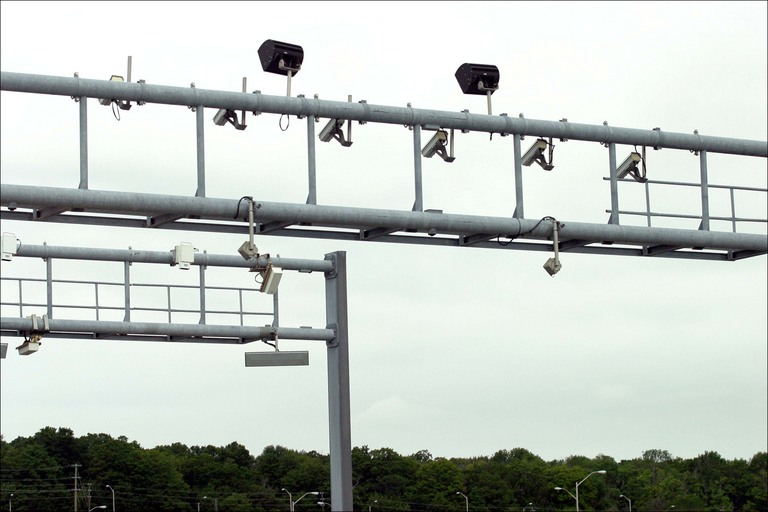
Exemple de système de détection de télépéage

Les autoroutes équipées de systèmes d'origine SCUT ne disposent que du télépéage. Il n'y a pas de possibilité de péage par carte ou argent liquide.
Les Portugais (plus précisément les propriétaires de véhicules immatriculés au Portugal) disposent de deux possibilités de paiement :

### Post-paiement
Un post-paiement est possible entre 3 et 8 jours après le passage, via le site spécifique géré par les CTT (Pagamento de Portagens), ou dans un bureau de poste CTT ou une agence Payshop.
Le paiement se fait au travers d'une carte Multibanco.

### Via Verde
Les clients de la société de télépéage portugaise Via Verde peuvent utiliser le télépéage sur les autoroutes SCUT via leur transpondeur RFID collé en haut du pare-brise.

### Location de véhicules portugais
Chez de nombreux loueurs au Portugal, un mode de paiement de type Via Verde peut être souscrit au moment de la location, moyennant un supplément éventuel.

### note sur la Toll Card, Easy Card et Toll Service
Ces systèmes sont en principe réservées aux véhicules immatriculés à l'étranger.

## Moyens de paiement pour les véhicules étrangers
Les véhicules immatriculés dans des pays étrangers ne doivent pas circuler sur les autoroutes SCUT sans avoir été préalablement enregistrés.
Des bornes d'enregistrement (Easy Toll-System) se trouvent à la frontière espagnole des principales autoroutes. Les conducteurs de ces véhicules étrangers peuvent également utiliser la carte Toll Card ou le système Tollservice.
Il n'est pas possible faire cet enregistrement a posteriori. La circulation sans enregistrement est détectée par le système qui lit les plaques d'immatriculation, et donne lieu à une contravention, valable pour les Portugais et pour les étrangers, avec une amende de dix fois le montant du péage (ou un minimum de 25 euros).
Il est possible de souscrire au service Via Verde pour une durée limitée. Enfin, depuis quelques années, des systèmes de péage multinationaux sont disponibles, incluant les autoroutes portugaises. En France plusieurs opérateurs proposent ce service, dont par exemple Vinci.

### Toll Card
Les cartes Toll Card sont basées sur un système de prépaiement. Elles sont préchargées à l'achat avec un montant de  5, 10, 20 oder 40 Euros, et doivent être activées via un SMS comprenant le numéro de la carte et le numéro d'immatriculation du véhicule. Ces cartes sont en vente dans certaines stations-service des autoroutes  A23, A22, A6, A2, A3 ou A7. Elles sont également en vente en ligne et par correspondance, ou dans les bureaux de poste portugais (CTT Correios de Portugal). Elles sont en principe réservées aux véhicules étrangers.

### Easy Toll
Le système EASY Toll est un paiement automatique par prélèvement sur une carte bancaire. Un supplément s'applique pour frais de traitement.

### Toll Service
Le système Toll Service fonctionne selon deux options pour les véhicules étrangers :
- une carte prépayée, réservée aux véhicules de classe 1 ou 2, pour 3 journées,
- une carte prépayée, valable pour un trajet spécifié.